# المراءة (المحفد)

تعديل مصدري - تعديل

المراءة هي إحدى قرى عزلة المحفد بمديرية المحفد التابعة لمحافظة أبين، بلغ تعداد سكانها 222 نسمة حسب تعداد اليمن لعام 2004.